# مرفأ إوتروبيوس
مرفأ إوتروبيوس (باليونانية: λιμήν Εὑτροπίου) كان ميناءً اصطناعيًا شرق خلقدون (كلاميش حاليًا)، على طول ساحل آسيا الصغرى، خلال الإمبراطورية البيزنطية. تم بناؤه بأمر من الإمبراطور البيزنطي جستينيان الأول، مصنوع من القطع الكبيرة من الحجر الأسود. من المحتمل أنه كان أصغر الموانئ المقابلة للعاصمة البيزنطية القسطنطينية، وكان له وظيفة غير معروفة. كان هذا المرفأ هو المكان الذي تم فيه إعدام الإمبراطور موريكيوس، مع أبنائه، وبعد ذلك، أفراد عائلته من الإناث. أثناء حصار القسطنطينية (717-718)، كان المرفأ أحد مناطق نزول القوات الأموية الغازية. ومع توسع المناطق البحرية القريبة من كلاميش وفنار باغجه في العصر الحديث، لم يبق شيء من المرفأ.